# Michal Hvorecký
Michal Hvorecký (* 29. Dezember 1976 in Bratislava, Tschechoslowakei) ist ein slowakischer Schriftsteller und Journalist.

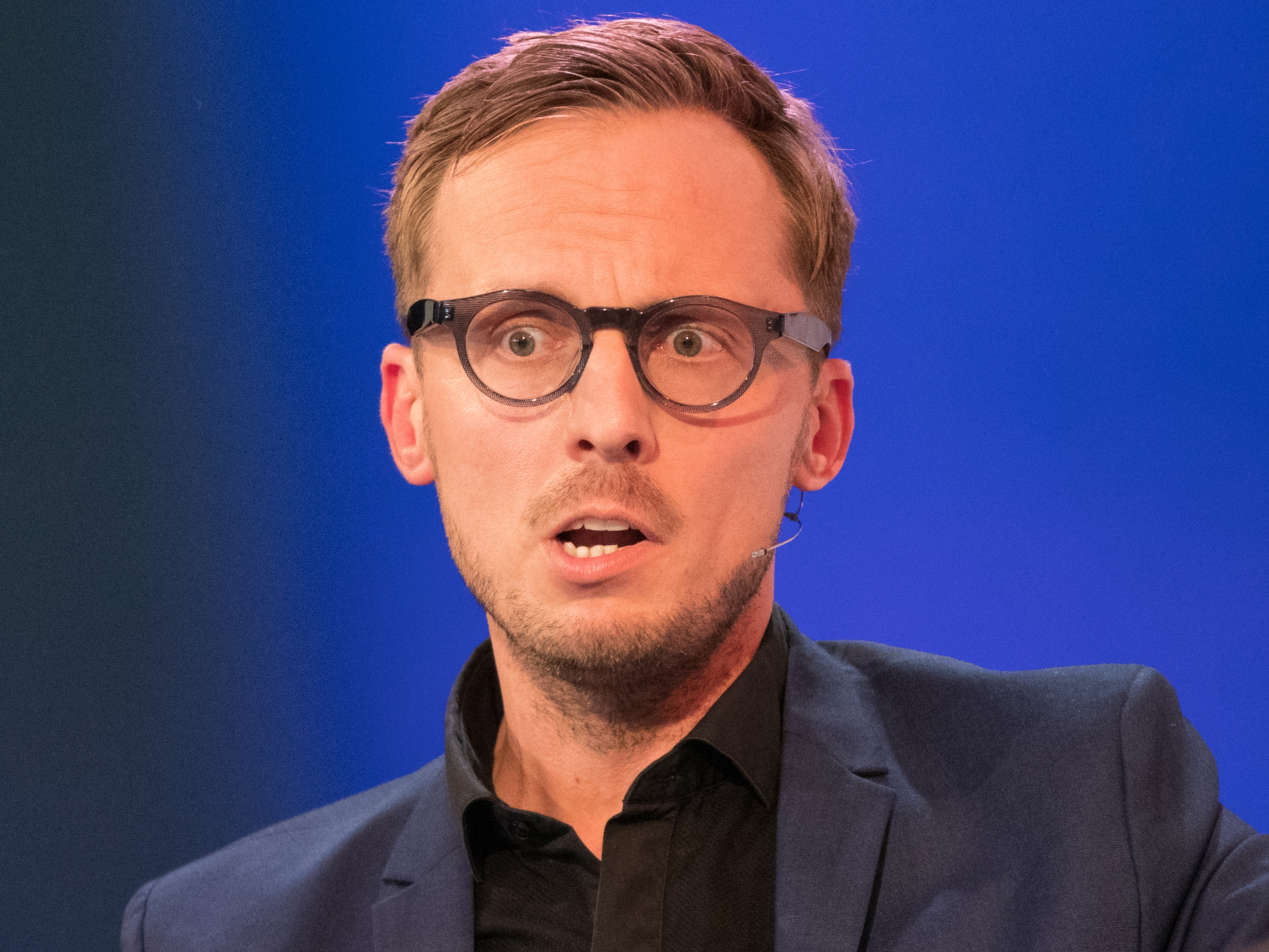
Michal Hvorecký auf der Frankfurter Buchmesse 2018

## Leben
Michal Hvorecký lebt in Bratislava. Er hat bisher fünf Romane, zwei Erzählbände und einen Essayband veröffentlicht. In der FAZ und der ZEIT sowie in zahlreichen weiteren Zeitschriften sind Essays und Erzählungen von ihm erschienen. Er wurde mehrfach mit Literaturpreisen ausgezeichnet und war unter anderem Stipendiat des Literarischen Colloquiums Berlin.
Seine Bücher wurden ins Italienische, Polnische, Tschechische und Deutsche übersetzt. Zudem schreibt er regelmäßig für verschiedene Zeitschriften und Zeitungen, z. B. die in Bratislava erscheinende Tageszeitung SME.
In einem Text, den er nach der Parlamentswahl im Oktober 2023 für die slowakische Zeitung „Denník N“ schrieb, bezeichnete Hvorecký die künftige Kulturministerin Martina Šimkovičová als „Neofaschistin“. Šimkovičová zeigte Hvorecký wegen Verleumdung an. Darauf stehen in der Slowakei bis zu fünf Jahre Haftstrafe.

## Werke (Auswahl)
Romane
- Tahiti.
  - Deutsch: Tahiti Utopia. Tropen/Klett-Cotta. 2021. ISBN 978-3-608-50475-0 (übersetzt von Mirko Kraetsch)[2]
- Trol.
  - Deutsch: Troll. Tropen/Klett-Cotta, Stuttgart 2018. ISBN 978-3-608-50411-8 (übersetzt von Mirko Kraetsch)
- Dunaj v Americe.
  - Deutsch: Tod auf der Donau. Tropen/Klett-Cotta, Stuttgart 2012. ISBN 978-3-608-50115-5 (übersetzt von Michael Stavaric)
- Eskorta. Bratislava 2007.
  - Deutsch: Eskorta. Tropen/Klett-Cotta, Stuttgart 2009. ISBN 978-3-608-50102-5 (übersetzt von Mirko Kraetsch)
- Plyš. Bratislava 2005.
  - Deutsch: City. Der unwahrscheinlichste aller Orte. Tropen Verlag, Berlin 2006. ISBN 978-3-608-50081-3 (übersetzt von Mirko Kraetsch)

Erzählungen
- Lovci & zberači. Levice 2001.
  - Deutsch: Jäger & Sammler. Triton Verlag, Wien 2004. ISBN 3-85486-189-3 (übersetzt von Mirko Kraetsch)
- Najhorši zlocin vo Wilsonove.
  - Deutsch: Das allerschlimmste Verbrechen in Wilsonstadt. Tropen Verlag, Stuttgart 2016, ISBN 978-3-608-10064-8.

Sachbilderbuch
- Dunaj – magická rieka. MONOKEL, Bratislava 2021, ISBN 978-80-8234-001-6.
  - Deutsch: Donau – ein magischer Fluss. Illus. von Simona Samana. (Übersetzt von Mirko Kraetsch). Achse, Wien 2022, ISBN 978-3-903408-05-0.